# Laura Wright
Laura Wright (* 1970) je profesorkou angličtiny na Univerzitě v Západní Karolíně. Je známá především jako zakladatelka oboru veganská studia, který představila v knize The Vegan Studies Project: Food, Animals, and Gender in the Age of Terror roku 2015.

## Akademické formování
Laura Wright získala bakalářský titul z angličtiny na Appalachian State University a magisterský titul, také z angličtiny, na East Carolina University. Během doktorského studia, které dokončila roku 2004, se zaměřovala na postkoloniální literaturu a teorii, jihoafrickou literaturu, ekokritiku, zvířecí studia a food studies.

### Veganská studia
Wright vádí, že idea veganských studií se jí zrodila v hlavě již roku 2003, kdy zkoumala práci J. M. Coetzeeho (mimo jiné se zaměřením na narativy o vysídlení). Postupně rozvinula veganskou teorii jako „způsob politicky angažovaného akademického zkoumání“ – rámcuje totiž veganská studia jako inherentně ekofeministická. Největším impulzem pro rozvoj teorie o veganství pro ni byl článek ekokritika Harolda Fromma Vegans and the Quest for Purity, obviňující vegany ze směšného idealismu. Chtěla tedy zjistit, proč veganství vyvolává takové reakce.
Podle Laury Wright je veganství především vybranou výraznou identitou, která přesahuje způsob stravování. Wright zkoumá, jak je veganství vnímáno společností – často jako hrozba, např. kuchař Anthony Bordain roku 2000 napsal, že vegani jsou jako Hizballáh vegetariánství. Ukazuje, jak veganství budilo v prvním desetiletí třetího tisíciletí značnou nevoli (a vegafóbii), především ze strany mužů; a jak se toto vnímání začíná měnit a stále více mužů – i vrcholových sportovců – se stává vegany. Celá jedna kapitola její knihy je věnována tématu maskulinity a veganství – a fenoménu „heganství“ (výraz hegan vznikl roku 2010 na Boston Globes jako označení mužů, kteří během života jedli mnoho masa a později proto trpěli zdravotními problémy, pročež se stali vegany).
Zavedení samostatného oboru veganských studií bylo podle Laury Wright potřeba, protože ve zvířecích studiích mělo veganství nejistou pozici. Od zvířecích studií se veganská studia mimo jiné liší tím, že na rozdíl od nich neschvalují jezení zvířat. Krátce po publikaci zakládající práce proběhla na Oxfordské univerzitě konference o veganské teorii, kde se diskutovalo také o pozici oboru či identitní kulturní politice (kvůli povaze veganství jakožto identity). Hledaly se nové filosofické definice člověka, které zpochybňovaly karteziánský dualismus člověk/zvíře. Veganské teorii jde o vyjádření zodpovědností člověka k ostatním zvířatům. Byl vytvořen nový rámec, díky kterému je možné spojit zvířecí studia s širší postkoloniální, feministické, queer a ekokritické teorii. Veganská studia již nepohlíží na veganství pouze jako na stravu nebo životní styl, ale jako množinu kognitivních koordinátů.

### Publikace
- WRIGHT, Laura. 2019. Through a Vegan Studies Lens: Textual Ethics and Lived Activism. Reno, Nevada: University of Nevada Press.
- WRIGHT, Laura. Introducing Vegan Studies. ISLE: Interdisciplinary Studies in Literature and Environment. Roč. 2017, čís. 24 (4), s. 727–736.
- WRIGHT, Laura. 2015. The Vegan Studies Project: Food, Animals, and Gender in the Age of Terror. Athens: University of Georgia Press.
- WRIGHT, Laura. 2006. Writing Out of All the Camps: J. M. Coetzee's Narratives of Displacement. New York: Routledge.
- WRIGHT, Laura, Jane Poyner a Elleke Boehmer (ed.) 2014. Approaches to Teaching Coetzee's Disgrace and Other Works. New York: The Modern Language Association of America.
- Laura Wright také připravuje příručku veganských studií (Handbook of Vegan Studies).[6]